# Змія тигрова
Змія тигрова (Notechis scutatus) — єдиний представник роду отруйних змій Notechis родини аспідові.

## Опис
Загальна довжина сягає 1,5—2,1 м. Голова помірної довжини. Зіниці круглі. Тулуб кремезний та стрункий. Колір шкіри спини чорний, сірий, оливковий, коричневий, перехоплено нерізкими сірчистої-жовтими кільцями, черево має жовте забарвлення.

## Спосіб життя
Полюбляє узбережжя боліт, струмків, річок та океану. Активна вдень, лише у спекотні часи з'являється вночі. Поживою є жаби, гризуни, змії, птахи. У збудженому стані високо підіймає передню частину тулуба, сильно сплощує голову та шию.
Вважається, що у тигрової змії найсильніша отрута серед усіх наземних змій. Укушені дрібні тварини гинуть миттєво, не сходячи з місця. Підраховано, що отрути, що міститься в залозах цієї змії, досить, щоб вбити 400 осіб.
Це яйцеживородна змія — тигрові змії народжують від 20 до 30 живих дитинчат. Винятковий рекорд у 64 дитинчати був зафіксований у східної самки. Зазвичай вони спаровуються навесні, у теплу пору року, і народжують живих дитинчат влітку.

## Розповсюдження
Мешкає в Австралії, окрім найпівнічніших областей, Тасманії і на низці островів біля південного узбережжя континенту.